# Darlington Point
Darlington Point est un village australien situé dans la zone d'administration locale de Murrumbidgee en Nouvelle-Galles du Sud. La population s'élevait à 1 162 habitants en 2016.

## Géographie
Le village est établi sur le Murrumbidgee dans la Riverina, une province au sud de la Nouvelle-Galles du Sud, à 631 km au sud-ouest de Sydney.

## Histoire
La première implantation de colons remonte à 1844 au niveau d'un point de passage sur la rivière. Dans les années 1860, plusieurs hôtels sont construits proche de là et donnent naissance à deux localités, Darlington Point et Waddai. La zone fait partie du comté de Murrumbidgee jusqu'en 2016, quand celui-ci est fusionné avec le comté de Jerilderie pour former le conseil de Murrumbidgee.